# Amo (Album)
Amo (Eigenschreibweise amo) ist das sechste Studioalbum der britischen Rock-Band Bring Me the Horizon. Es erschien am 25. Januar 2019 bei RCA Records.

## Albumtitel
Sykes sagte in einem Interview mit NME, dass der Albumtitel amo natürlich Ich liebe auf Portugiesisch heißt. Gleichzeitig machte er aber auch klar, dass es im europäischen portugiesisch auch Meister heißt.

## Hintergrund
Sykes äußerte sich über das Album: “amo is a love album that explores every aspect of that most powerful emotion. […] It deals with the good the bad and the ugly, and as a result we've created an album that’s more experimental, more varied, weird, and wonderful than anything we've done before.” (deutsch: „amo ist ein Liebesalbum, das jeden Aspekt dieser stärksten Emotion erforscht. […] Es befasst sich mit dem Guten, dem Schlechten und dem Hässlichen, und als Ergebnis haben wir ein Album geschaffen, das experimenteller, vielfältiger, seltsamer und wunderbarer ist als alles, was wir bisher gemacht haben.“) Später erklärte er, dass Amo ein Konzeptalbum über Liebe ist, da “Everything boils down to love in the end” (deutsch: „sich am Ende alles um die Liebe dreht“). Einige Texte betreffen auch Sykes’ Scheidung.

## Titelliste
| Nr. | Titel                                 | Länge |
| --- | ------------------------------------- | ----- |
| 1.  | i apologise if you feel something     | 2:19  |
| 2.  | Mantra                                | 3:53  |
| 3.  | nihilist blues (featuring Grimes)     | 5:25  |
| 4.  | in the dark                           | 4:31  |
| 5.  | wonderful life (featuring Dani Filth) | 4:34  |
| 6.  | ouch                                  | 1:49  |
| 7.  | medicine                              | 3:47  |
| 8.  | sugar honey ice & tea                 | 4:21  |
| 9.  | why you gotta kick me when i'm down?  | 4:28  |
| 10. | fresh bruises                         | 3:18  |
| 11. | mother tongue                         | 3:37  |
| 12. | heavy metal (featuring Rahzel)        | 4:00  |
| 13. | i don’t know what to say              | 5:52  |

## Rezeption
| Professionelle Kritiken |           |
| Quelle                  | Bewertung |
| Wall of Sound           | [ 4 ]     |

Das Online-Magazin Wall of Sound bewertete das Album zwar mit 7,5/10 Punkten, übte allerdings gleichzeitig scharfe Kritik am Stilwechsel, weg von hartem Metal hin zu Popmusik: “Remember how frontman Oli Sykes trolled fans into thinking the band were going to be included on Justin Bieber‘s 2016 Purpose Tour through the UK? Well, it’s kind of like he/they have taken that joke seriously and gone down the path to see what happens, but realistically, they’ve been progressing towards something like this since the Sempiternal album cycle finished.” (deutsch: „Wisst ihr noch wie Frontmann Oli Sykes die Fans trollte, indem er sie glauben liest, dass die Band Teil von Justin Biebers Porpuse Tour 2016 durch Großbritannien sein würde. Nun, es ist irgendwie so, als ob er/sie diesen Witz ernst genommen und diesen Weg gegangen wären, um zu sehen, was passiert, aber realistisch gesehen, haben sie sich auf so etwas schon zu bewegt, seit dem der Sempiternal Albumzyklus beendet ist.“)

## Kommerzieller Erfolg

### Chartplatzierungen
| ChartsChartplatzierungen       | Höchstplatzierung | Wochen |
| ------------------------------ | ----------------- | ------ |
| Deutschland (GfK)              | 3 (5 Wo.)         | 5      |
| Österreich (Ö3)                | 5 (4 Wo.)         | 4      |
| Schweiz (IFPI)                 | 6 (3 Wo.)         | 3      |
| Vereinigte Staaten (Billboard) | 14 (2 Wo.)        | 2      |
| Vereinigtes Königreich (OCC)   | 1 (8 Wo.)         | 8      |

### Auszeichnungen für Musikverkäufe
| Land/Region                  | Auszeichnungen für Musikverkäufe (Land/Region, Auszeichnung, Verkäufe) | Verkäufe |
| ---------------------------- | ---------------------------------------------------------------------- | -------- |
| Polen (ZPAV)                 | Gold                                                                   | 10.000   |
| Vereinigtes Königreich (BPI) | Gold                                                                   | 100.000  |
| Insgesamt                    | 2× Gold ·                                                              | 110.000  |